# Милан Митровић (певач)
Милан Митровић (Титов Врбас, 25. мај 1988) је српски фолк певач и тв водитељ који се прославио у такмичењу Звезде Гранда, певајући песму Ја бараба све јој џаба босанско-херцеговачког певача Давора Бадрова. Касније је са колегиницом Аном Севић водио такмичење у наредној сезони, а поново је водитељ такмичења од 2024. године. Са супругом Бојаном има ћерке Касију и Зару. 

## Дискографија
Синглови
- Љубав је слепа (2011) обрада песме Нина Решића, са другим колегама из такмичења Звезде Гранда
- Амнезија (2011)[3]
- Нећу да ме старост пита (2012)
- Храбро срце (Гранд фестивал 2012.)
- Коцкар и пијанац (2013)[4]
- Мала (Гранд фестивал 2014.)
- Није битна цена (2014)[5]
- Живот (2017)
- Распад система (2018)
- Оронула кафаница (2019)
- Једног дана када одем (2019)
- Одлазим из овог града (2025)